# Fernitz-Mellach
Fernitz-Mellach osztrák község Stájerország Graz-környéki járásában. 2017 januárjában 4749 lakosa volt.

## Elhelyezkedése

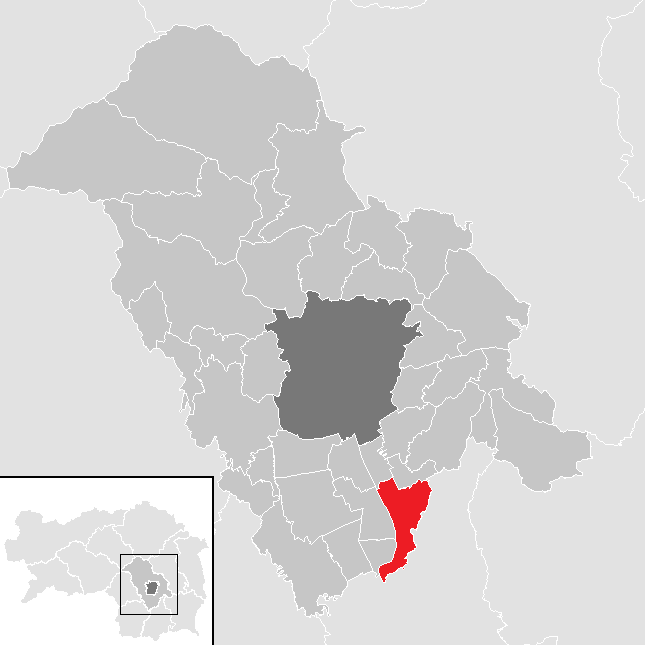
Fernitz-Mellach a Graz-környéki járásban

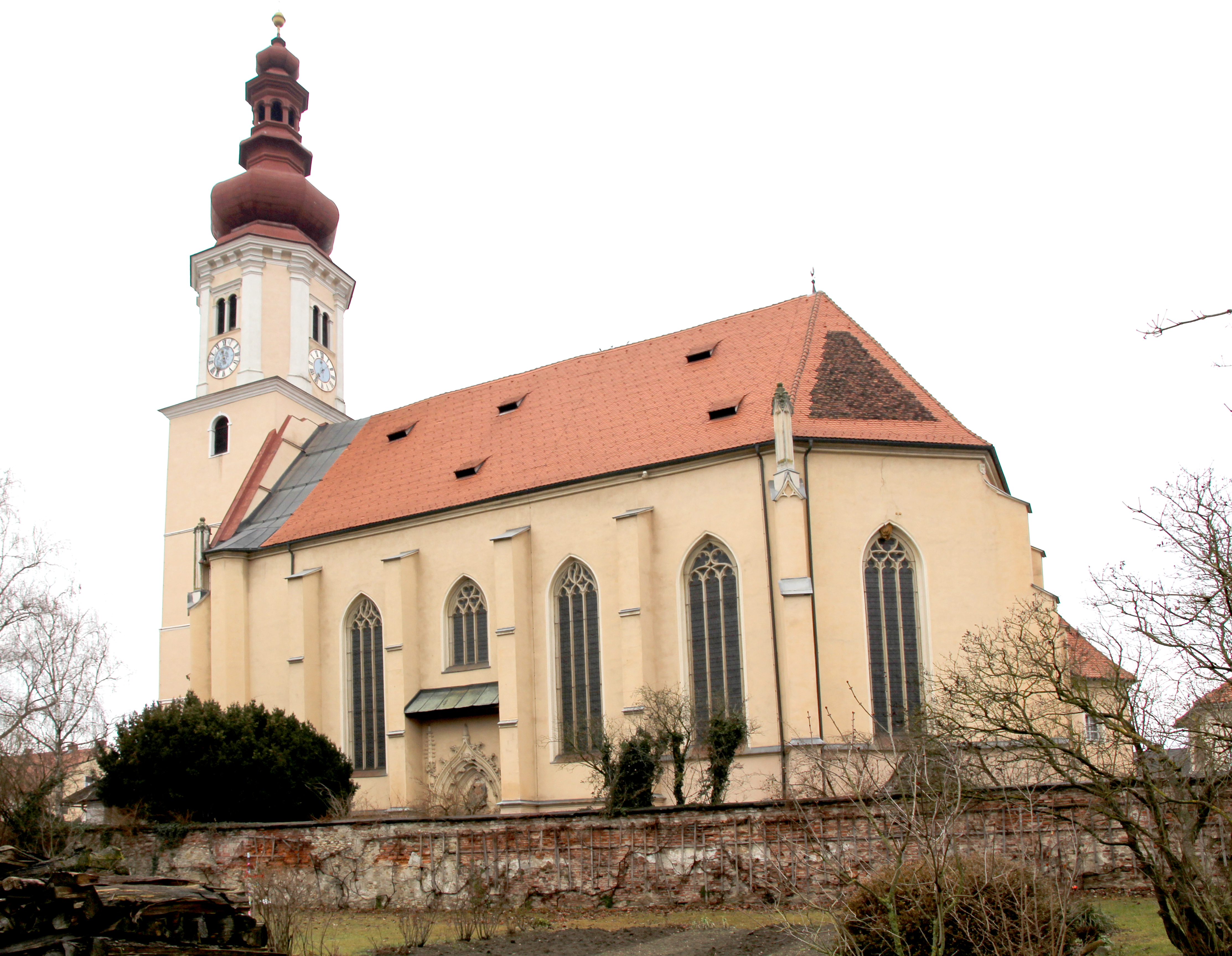
A Vigasztaló Szűz Mária-kegytemplom

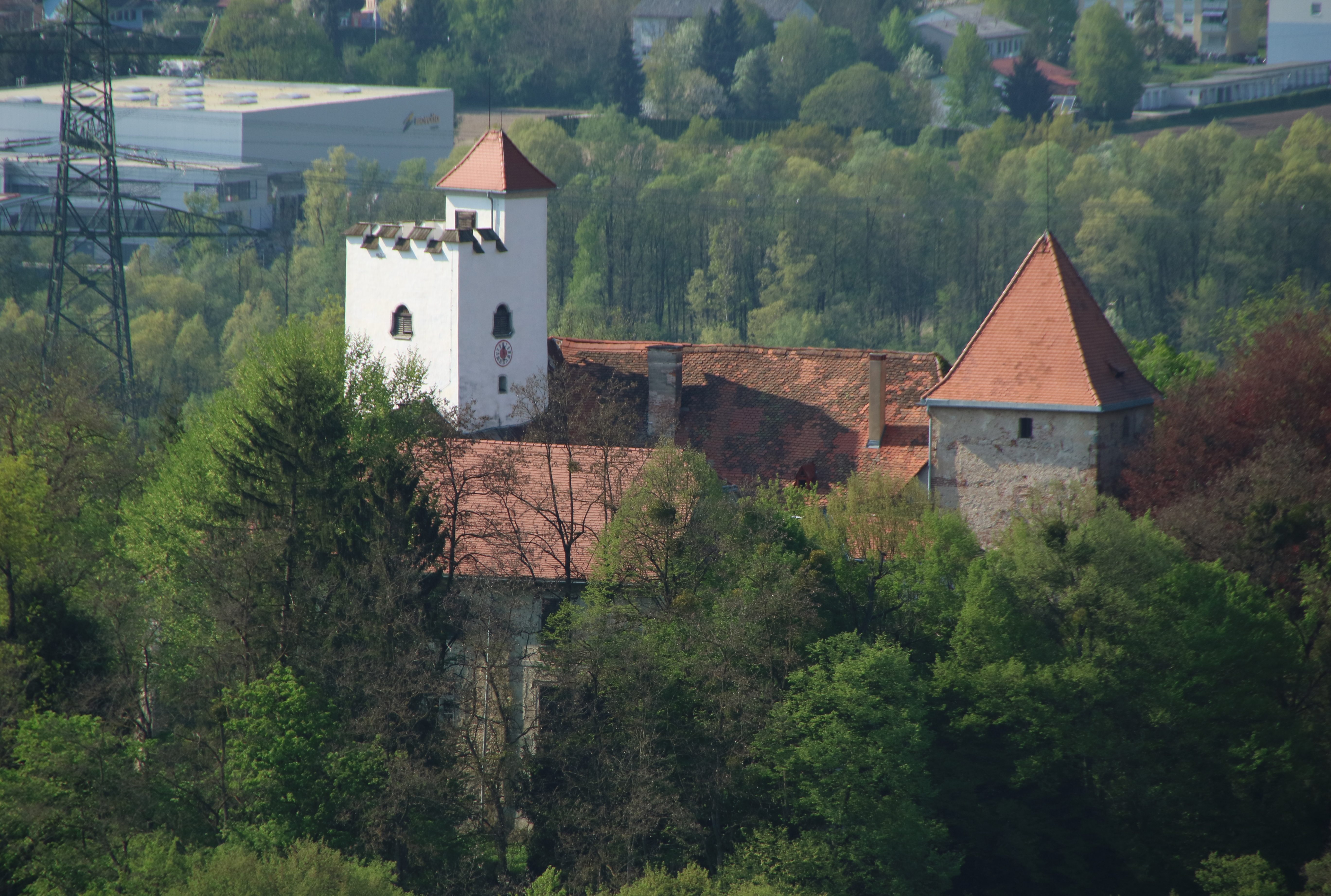
A Weissenegg-kastély

Fernitz-Mellach a Grazi-medencében, a Kelet-stájerországi dombság nyugati peremén fekszik a Mura bal partján, Graztól kb. 10 km-re délre. Az önkormányzat 5 települést egyesít: Dillach (370 lakos 2017-ben), Enzelsdorf (300), Fernitz (3004), Gnaning (438) és Mellach (597).
A környező önkormányzatok: nyugatra Werndorf és Kalsdorf bei Graz, északnyugatra Feldkirchen bei Graz, északra Hausmannstätten és Gössendorf, északkeletre Empersdorf, keletre Heiligenkreuz am Waasen, délre Wildon.

## Története
Az önkormányzat a 2015-ös stájerországi közigazgatási reform során jött létre Fernitz és Mellach községek egyesülésével. Területe már a rézkorban is lakott volt, a régészek kimutatták egy, a halstatti kultúrához köthető település meglétét. Egy 2009-ben feltárt római sírban női csontvázat találtak, bár ebből a korból település nem ismert a környéken. A 6. században szlávok települtek meg a térségben, Fernitz neve is szláv eredetű. 1160-ban a Pranckh nemzetség épített itt egy kápolnát. Fernitz első írásos említése  1209-ből származik "Vorenze" formában. 1210-ben templomát Straßengel felügyelete alá helyezték, amit II. Eberhard salzburgi érsek is megerősített. Az 1469-1490 közötti időszakban egymást érték a katasztrófák, előbb a nemesi felkelés, majd átvonuló török és magyar seregek fosztogatták a falvakat. Fernitz templomát a török pusztítás után III. Frigyes császár segítségével építették újjá a mai formájában. 1680-ban a pestis szedett számos áldozatot. Fernitznek ekkor már volt iskolája, amelynek épületét 1826 egy tűzvész (30 másik házzal együtt) elpusztította.

## Lakosság
A Fernitz-Mellach-i önkormányzat területén 2017 januárjában 4749 fő élt. A lakosságszám 1939 óta gyarapodó tendenciát mutat, az utóbbi évtizedekben elsősorban a Grazból a környező településekre kiköltözők miatt. 2015-ben a helybeliek 96,2%-a volt osztrák állampolgár; a külföldiek közül 1,3% a régi (2004 előtti), 1,6% az új EU-tagállamokból érkezett. 2001-ben Fernitzben a lakosok 85,2%-a római katolikusnak, 2,7% evangélikusnak, 8,4% pedig felekezet nélkülinek vallotta magát. Ugyanekkor 7 magyar élt a községben.

## Látnivalók
- a késő gótikus Vigasztaló Szűz Mária-kegytemplom 1514-ben készült el, miután elődjét a törökök 1480-ban lerombolták
- Mellach Szt. Jakab-temploma
- a mellachi Weissenegg-kastély magántulajdonban van
- a János főherceg-park
- az aumühlei állatkert

## Testvértelepülések
- Somogyjád (Magyarország)
- Vékény (Magyarország)

## Fordítás
- Ez a szócikk részben vagy egészben  a   Fernitz-Mellach című német Wikipédia-szócikk ezen változatának fordításán alapul.  Az eredeti cikk szerkesztőit annak laptörténete sorolja fel. Ez a jelzés csupán a megfogalmazás eredetét és a szerzői jogokat jelzi, nem szolgál a cikkben szereplő információk forrásmegjelöléseként.